# До 150-річчя від дня народження Лесі Українки (срібна монета)
«До 150-річчя від дня народження Лесі Українки» — срібна пам'ятна монета номіналом 20 гривень, випущена Національним банком України, присвячена  Лесі Українці (Ларисі Петрівні Косач) – українській поетесі, драматургу, перекладачці, літературному критику і громадській діячці.
Монету введено в обіг 21 січня 2021 року. Вона належить до серії «Духовні скарби України».

## Опис та характеристики монети
| Номінал грн. | Метал           | Маса, грам | Діаметр, мм. | Якість виготовлення | Гурт                           | Тираж, штук |
| ------------ | --------------- | ---------- | ------------ | ------------------- | ------------------------------ | ----------- |
| 20           | срібло (Ag 925) | 62.2       | 50,0         | пруф                | гладкий із заглибленим написом | 2 500       |

### Аверс
На аверсі монети угорі розміщено малий Державний Герб України, над яким напис "УКРАЇНА". Праворуч розташований ключ журавлів. Ліворуч на дзеркальному тлі монети розташовані стилізовані під свічі образи чоловіка та жінки. Над ключем розташований номінал  "20 ГРИВЕНЬ" та рік карбування монети "2021".

### Реверс
На реверсі монети зображено портрет Лесі Українки на тлі стилізованих гілок із листям. Ліворуч від портрету зображено роки життя поетесси "1871", "1913". Під портретом розташовано написи "ЛЕСЯ УКРАЇНКА" та "Л. КОСАЧ-КВІТКА (В ЛІТЕРАТУРІ ЛЕСЯ УКРАЇНКА)", що символізує факсиміле Лесі Українки.  

## Автори
- Художники —  Таран Володимир, Харук Олександр, Харук Сергій.

- Скульптори:  Чайковський Роман, Атаманчук Володимир.[1]Будівля Національного банку України

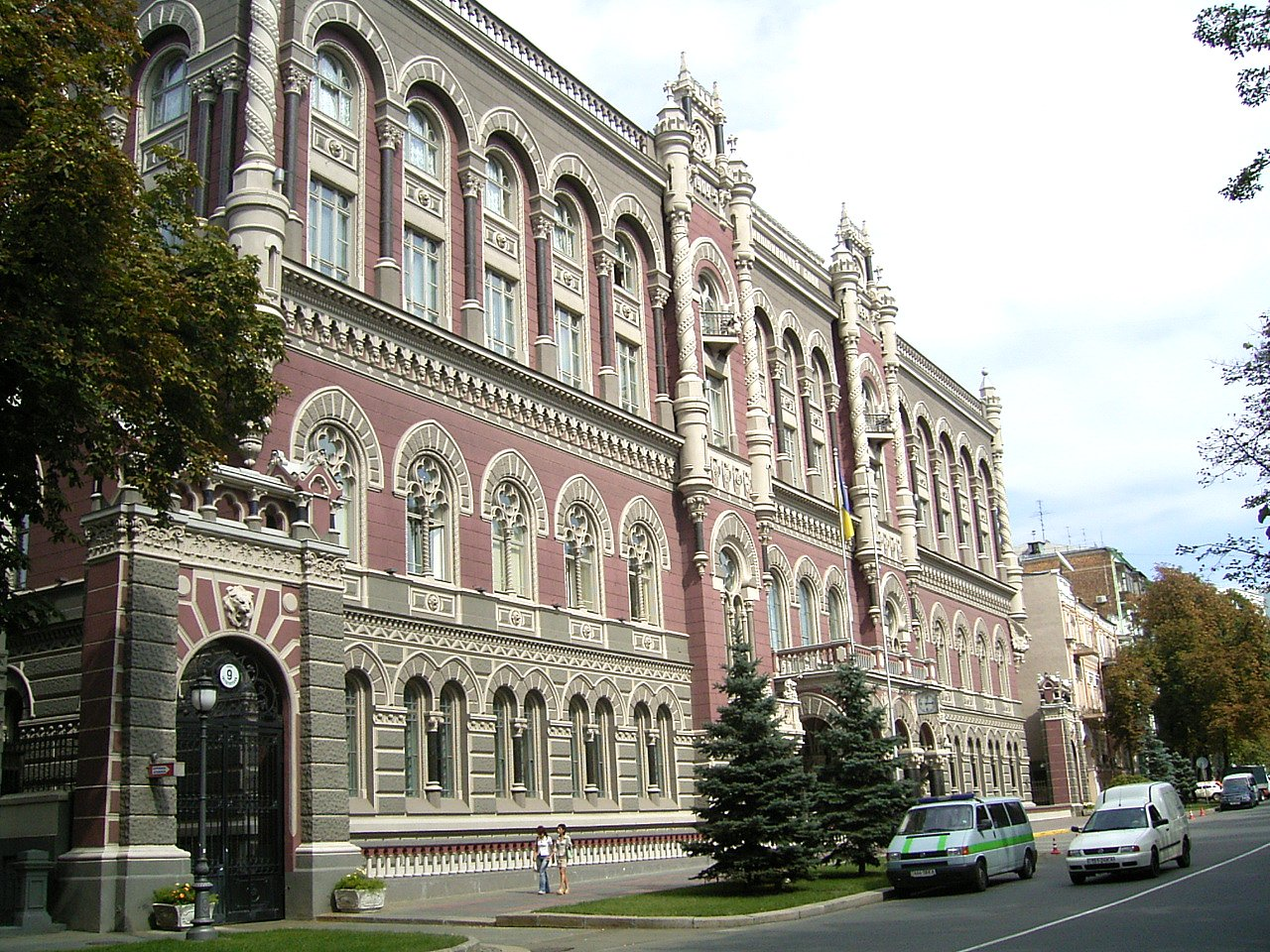
Будівля Національного банку України

## Вартість монети
Роздрібна ціна Національного банку України у 2021 році була 3 636 гривень.
Фактична приблизна вартість монети, з роками змінювалася так:
| Рік        | 2021  | 2022  | 2023  | 2024  | 2025  |
| ---------- | ----- | ----- | ----- | ----- | ----- |
| Ціна, грн. | 4 100 | 4 100 | 4 250 | 6 900 | 7 700 |